# Lovrečan (Zlatar Bistrica)
Lovrečan es una localidad
de Croacia en el municipio de Zlatar Bistrica, condado de Krapina-Zagorje.

## Geografía
Se encuentra a una altitud de 170 m s. n. m. a 44,9 km de la capital nacional, Zagreb.

## Demografía
En el censo 2011, el total de población de la localidad fue de 402 habitantes.